# Guillaume Joli
Guillaume Joli, francoski rokometaš, * 27. marec 1985, Lyon.
Leta 2012 je z reprezentanco osvojil naslov olimpijskega prvaka.